# Palas (hijo de Pandión)
En la mitología griega, Palas o Palante (en griego Πάλλας, Pállas) fue uno de los cuatro hijos de Pandión y Pilia. Pertenece, por abolengo, a la casa real del Ática.
Después de la muerte de Pandión, Palas y sus hermanos Egeo, Niso y Lico tomaron el control de Atenas quitándoselo a Metión, que había usurpado el trono a Pandión. Se dividieron el poder entre los cuatro, pero Egeo fue nombrado rey. Estrabón dice que Palante fue el último en heredar el lote paterno y finalmente se quedó con la tierra que mira al sur del Ática. El autor lo refiere como «el duro Palante, procreador de gigantes». Otros refieren que los dominios de Palante fueron Paralia, o Diacria, o bien en realidad Palante gobernó sobre algunos demos, compartiendo su dominio con su hermano Egeo.
En una versión tardía y referida por Servio, Palante no era hermano, sino hijo de Egeo, y por tanto hermano de Teseo, por quien fue expulsado del Ática. Llegó entonces a Arcadia, donde se convirtió en rey y fundó una dinastía a la que pertenecieron Evandro y otro Palante.
Sea como fuere Teseo, el hijo de Egeo, sucedió en el gobierno de Atenas y mató a los hijos de Palante, que eran cincuenta —los cincuenta Palántidas innominados, ya referidos simbólicamente como gigantes—; igualmente cuantos se le opusieron murieron a sus manos, y él solo obtuvo todo el poder.